# Кирюшина Тетяна Олександрівна
Тетя́на Олекса́ндрівна Кирю́шина (* 1989) — українська гандболістка.

## З життєпису
Народилась 1989 року. Гандболістка.
2011 року закінчила виступи в ГК «Дніпрянка».
Виступала в чеських командах «DHK Zora Olomouc» і TJ «Házená Jindřichův Gradec». Потім переїхала до Туреччини, грала за «Trabzon» HK. Гравчиня турецького клубу «Загнос»..